# モンテ・デイ・パスキ・ディ・シエナ銀行

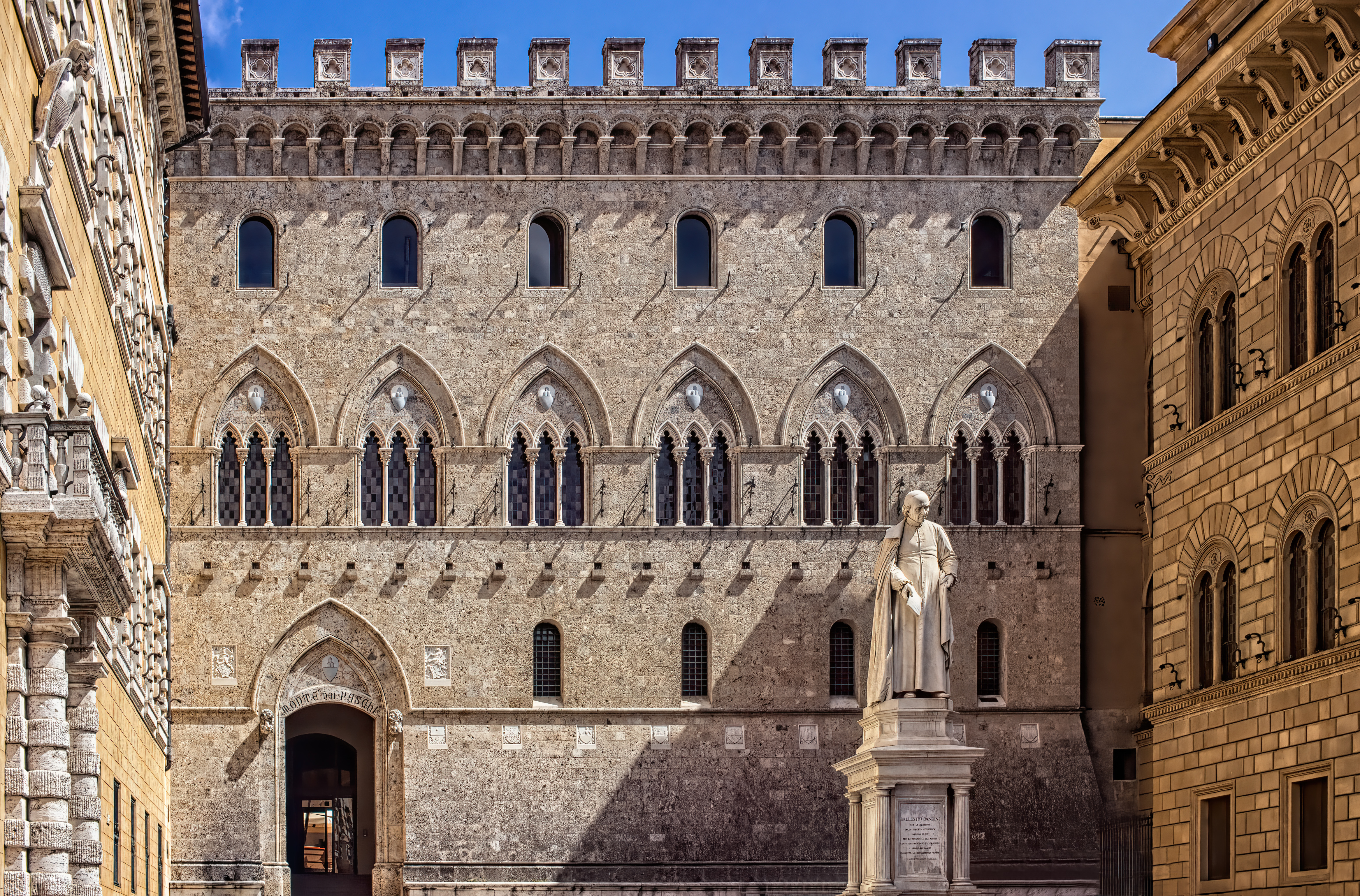
シエーナにある本店

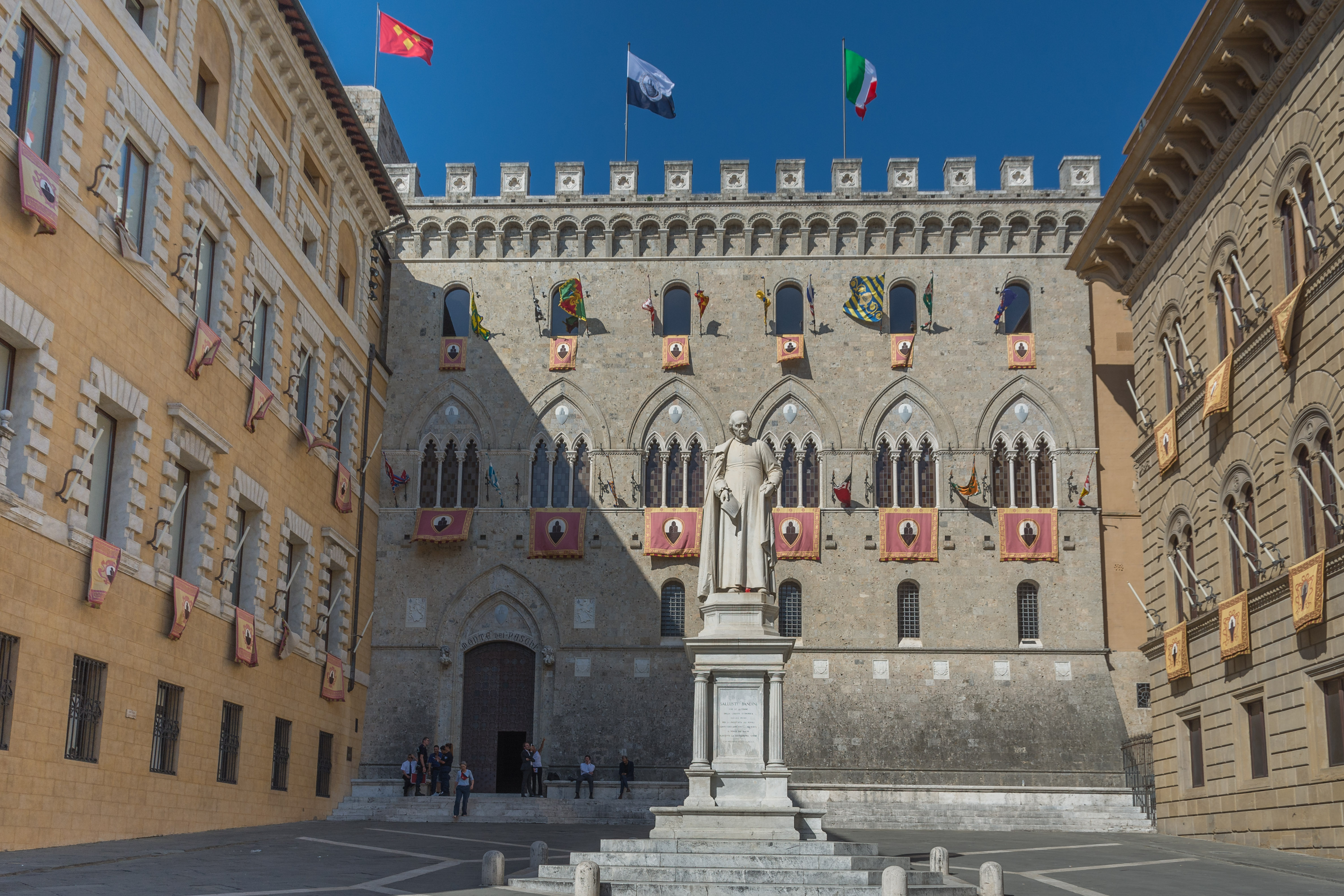
シエーナにある本店

モンテ・デイ・パスキ・ディ・シエナ銀行（モンテ・デイ・パスキ・ディ・シエナぎんこう、モンテパスキ銀行、Banca Monte dei Paschi di Siena、MPS）は、1472年に創業した、現存する中で世界最古の歴史を持つイタリアの銀行である。イタリア第4位の大手銀行で、本店はシエーナのサリンべーニ宮殿にある。

## 経営不振
2012年以降は赤字が続き、2014年の欧州中央銀行によるストレステストでは、約21億ユーロの資本不足を指摘されて信用不安に直面。直後に最大25億ユーロの増資計画を発表したが、他銀行との合併も取りざたされるようになった。2016年、経営難は深刻さを増し、銀行が現在抱える不良債権額は約280億ユーロと報道された。銀行は、同年、深刻な経営難を克服するために50億ユーロの増資計画を立たが不調に終り、イタリア政府に公的資金の投入を求める考えを明らかにした。株価は年初以降、88%の暴落となった。2022年にイタリア政府を中心とする増資が実施された。